# The Dø
The Dø — французско-финская рок-группа, образованная в 2005 году в Хельсинки. Группа состоит из двух музыкантов: Дэна Леви и Оливии Мерилахти, которая является солисткой. Их первый студийный альбом A Mouthful возглавил французские чарты в 2008 году, что сделало коллектив первой французской коммерчески успешной группой, которая поет преимущественно на английском языке.

## История
Оливия Мерилати и Дэн Леви встретились в 2005 во время записи саундтрека для французского фильма Империя волков, режиссёра Криса Нэона.
Вскоре они образовали коллектив под названием The Dø, выпустив первый мини-альбом, состоящий из трёх композиций. Вместе они продолжали работать для кино, балета и театра.
В свободное от работы время они писали свой первый музыкальный альбом — A Mouthful. В 2007 году в социальной сети Myspace была открыта страница группы, где были выложены первые четыре композиции с грядущего альбома: The Bridge is Broken, At Last, On My Shoulders и Playground Hustle. Они быстро создали ажиотаж в сети, что позволило группе дать серию концертов в Париже, собирая полные залы. В декабре 2007 года они открыли фестиваль Les Transmusicales de Rennes.
Название группы происходит от первой ноты в сольфеджио, и произносится как английское слово «dough», с протяжным «о». Название пишется с перечеркнутой буквой «o», а также, «D» пишется часто в нижнем регистре, чтобы соответствовать по размеру перечеркнутой «o». Кроме того, в скандинавских языках «Dø» — означает «умирать», а во французском языке у слова «Deux» («два») транскрипция пишется как [ dø ].
9 марта 2020 года группа объявила, что оба солиста работают над личными проектами. Оливия выпускает музыку в рамках проекта «Prudence», а Дэн работает с группой S+C+A+R+R.